# Farm Frites
Farm Frites International B.V. è un'azienda alimentare olandese che si occupa della produzione e della lavorazione di patate.
Venne fondata nel 1971 a Oudenhoorn dall'agricoltore Gerrit de Bruijne come impresa a conduzione familiare.
Al giorno d'oggi è, secondo il sito ufficiale, la terza azienda al mondo del settore; dispone di 26 uffici vendita in 4 diversi continenti e distribuisce i propri prodotti in più di 40 paesi. Gli impiegati sono circa 1 800 in 40 sedi differenti, e la produzione annuale, proveniente da otto stabilimenti, supera 1,3 milioni di tonnellate di tuberi.
I prodotti vengono suddivisi in quattro categorie, patate fritte, specialità, purea e patate, e sono disponibili nelle varietà surgelata, surgelata fresca e precotta.
Dal 1996 al 2002 l'azienda è stata presente nel mondo del ciclismo professionistico maschile come co-sponsor prima della TVM (dal 1996 al 2000, nel 2000 come main sponsor) e poi della Domo (dal 2001 al 2002).